# Saori Ōoka
Saori Ōoka, in giapponese 大岡さおり (Prefettura di Wakayama, 20 marzo ...), è una fumettista giapponese, conosciuta anche con il nome d'arte di Banbi Shirayuki (白雪バンビ?, Shirayuki Banbi).

## Biografia
Debutta nel 2005 con Koi ga ichi-rin saitanara (恋が一輪咲いたなら?, Koi ga ichi-rin saitanara), che vince il premio della rivista Ribon pubblicata dalla casa editrice Shūeisha. Il manga Umi no koibito (海のコイビト?, Umi no koibito, lett. "L'amante del mare") vince il Ribon Gran Prix nell'anno successivo: Ōoka inizia così a serializzare dal numero di luglio della rivista l'opera Nijīro koi ryokan (にじいろ恋旅館?, Nijīro koi ryokan, lett. "La pensione arcobaleno dell'amore"). Nel 2012 lascia la redazione di Ribon per passare alla rivista Ciao della Shogakukan, dove assume lo presudonimo di Banbi Shirayuki. Si dimette per malattia nel 2015, ma nel 2016 ha affermato di voler tornare a lavorare come mangaka nel suo blog personale.

## Opere
- Koi ga ichi-rin saitanara (恋が一輪咲いたなら?, Koi ga ichi-rin saitanara) – oneshot (2005)
- Love☆La vie (ラブ☆ラビ?, Rabu☆rabi) – oneshot (2005)
- Yale! (エール!?, Ēru!) – oneshot (2005)
- Umi no koibito (海のコイビト?, Umi no koibito) – oneshot (2006)
- Nijīro koi ryokan (にじいろ恋旅館?, Nijīro koi ryokan) – 1 tankōbon (2006)
- Triangle (トライアングル?, Toraianguru) – oneshot (2007)
- Dogimagi! (ドギマギ!?, Dogimagi!) – oneshot (2007)
- 2% baby (2%ベイベー?, 2-Pāsento beibē) – oneshot (2007)
- Hoshi no canvas (星のキャンバス?, Hoshi no kyanbasu) – 1 tankōbon (2008)
- Petit Parade!! (ぷちパレード!!?, Puchi parēdo!) – 2 tankōbon (2008-2009)
- Dennō Shōjo Memory (電脳少女めもり?, Den'nō shōjo memori) – oneshot (2009)
- Mobile Girl Memory (モバイルガールめもり?, Mobairu gāru memori) – 1 tankōbon (2010)
- Mobile Girl Memory - Mobile Extra (モバイルガールめもり モバイルエクストラ?, Mobairu gāru memori mobairu ekusutora) – oneshot (2010)
- Mōjuutachinoirutokoro (もうじゅうたちのいるところ?, Mōjuutachinoirutokoro) – oneshot (2010)
- Shiritsu shirogane gakuen (Shiritsu Platinum Garden) Geinō Class (私立白金学園（しりつプラチナガーデン）芸能クラス?, Shiritsu shirogane gakuen (shiritsu purachinagāden) geinō kurasu) – oneshot (2011)

Come Banbi Shirayuki
- Maigo no Heart (まいごのハート?, Maigo no Hāto) – 1 tankōbon (2012)
- S×S Special×Secret (S×Sｽﾍﾟｼｬﾙ×ｼｰｸﾚｯﾄ?, S×S Supeshiyaru×Shikuretto) – oneshot (2012)
- Toraware Strawberry (囚われストロベリー?, Toraware Sutoroberī) – oneshot (2012)
- Taiyō no Koe o Kikasete (太陽の声をきかせて?, Taiyō no Koe o Kikasete) – oneshot (2012)
- Royal 7 days (ロイヤル7days?, Roiyaru 7 days) – 1 tankōbon (2012)
- Haru to Mahō no Kagi (ハルと魔法のカギ?, Haru to mahō no kagi) - 2 tankōbon (2013)
- Aikatsu! (アイカツ!?, Aikatsu!) - 4 tankōbon (2013-2014)
- Torokeru Magical Formage (とろけるマジカルフロマージュ?, Torokeru Magikaru Furomāju) - 1 tankōbon (2014)
- Aikatsu! 〜Secret Story〜 (アイカツ! 〜Secret Story〜?, Aikatsu! 〜Secret Story〜) - 1 tankōbon (2014)
- Okashina Kuni no Ice-kun (お菓子な国のアイス君?, Okashina Kuni no Aisu-kun) - oneshot (2014)
- Aikatsu! 〜NEXT PHASE〜 (アイカツ! 〜NEXT PHASE〜?, Aikatsu! 〜NEXT PHASE〜) -oneshot (2014)